# Drapeau de l'État de Washington
Cet article concerne le drapeau de l'État américain du Washington. Pour celui de la capitale fédérale, voir Drapeau du district de Columbia.
Le drapeau de l'État de Washington est le drapeau officiel de l'État américain de Washington. Il est composé du sceau d'État au centre d'un champ vert foncé. Il est le seul drapeau d'un État des États-Unis à comporter un fond vert de même qu'un portrait d'un président américain.

## Histoire
Avant 1923, l'État de Washington n'a pas de drapeau officiel. À la fin du XXe siècle, les habitants de l'État font flotter un drapeau militaire bleu comportant le portrait du Président Washington couleur or. Plus tard, de nombreux drapeaux non officiels adoptent une composition similaire à celle du drapeau actuel, mais présentant un fond de couleur variable.
Le premier drapeau officiel de l'État est adopté en 1923.
En 1967, le drapeau est standardisé et modifié pour inclure le nouveau sceau de l’État redessiné par Dick Nelms, qui s'inspire du portrait de George Washington peint par Gilbert Stuart en 1796,.

Drapeau de l’État de Washington de 1923 à 1967.

## Description
Le drapeau de l'État de Washington se compose d'un champ vert foncé avec, au centre, le sceau de Washington, un portrait de George Washington à l'intérieur d'un anneau portant la mention « The Seal of the State of Washington 1889 » ; c'est le seul drapeau d'État américain à avoir un fond vert et le seul à représenter un personnage historique identifiable. 
Selon le sénateur Guy B. Groff, auteur du projet de loi de 1923 qui a adopté le drapeau, le champ vert du drapeau représente les « champs verdoyants » de l'ouest de l'État de Washington, tandis que le sceau doré représente les « zones de blé » de l'est de l'État de Washington.

## Reproduction
Du fait de l'obligation d'inclure le sceau sur les deux côtés du drapeau, celui-ci est devenu le plus coûteux des États-Unis.
La loi de l'État (RCW 1.20.010) dispose que "le drapeau officiel de l'État de Washington devra être couleur vert foncé ou soie bunting et portera dans son centre une reproduction du Sceau de l'État de Washington brodé, imprimé, peint ou estampillé à ce sujet. Les bords du drapeau peuvent, ou non, être entourés. Si une bande est utilisée, cette dernière sera de couleur or ou jaune ou bien de la même nuance que le sceau. Les dimensions du drapeau peuvent varier."